# Dakota del Sud
Dakota del Sud (South Dakota) és un estat dels Estats Units d'Amèrica situat a les planes altes del Mig Oest. El seu nom prové d'una tribu dels indis Lakota (Sioux).
Dakota del Sud, juntament amb Dakota del Nord, va ser admesa a la unió el 2 de novembre de 1889. La capital és Pierre i la ciutat més poblada és Sioux Falls.

## Població
Segons el cens dels EUA del 2000, hi havia censats a l'estat 69.052 amerindis nord-americans (9%). Per tribus, les principals són els sioux (55.644), chippewa (796) i cherokees (505).

## Geografia

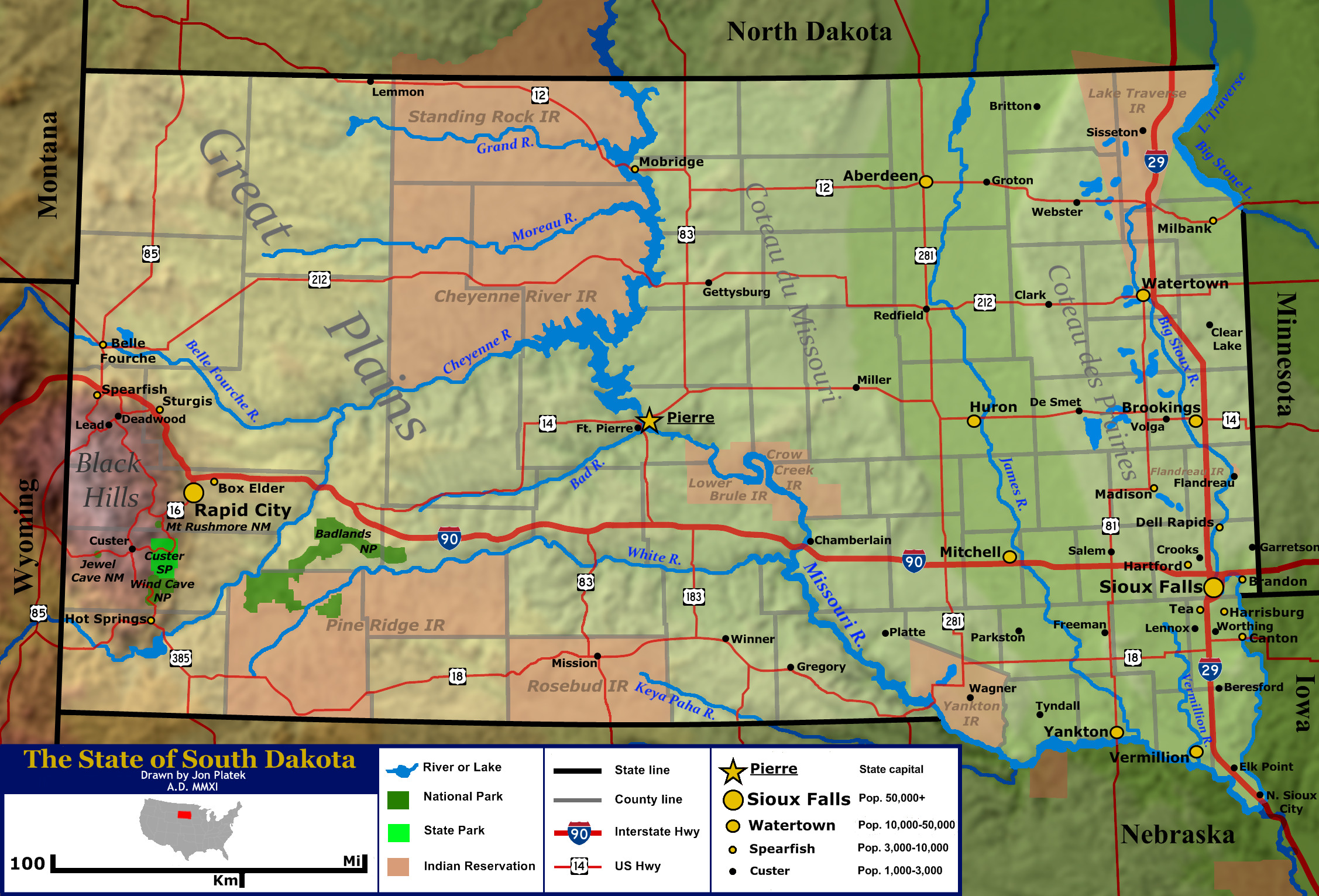
Característiques geogràfiques de Dakota del Sud

Dakota del Sud limita amb els estats de Dakota del Nord, Minnesota, Iowa, Nebraska, Wyoming, i Montana. El riu Missouri el divideix en dues regions geogràfiques i culturals diferenciades ("East River" i "West River"). La regió de l'est és on hi ha més població i la de sòl més fèrtil. A l'oest i els "ranch" d'agricultura i ramaderia més extensiva. Els Black Hills, que són uns turons coberts de pinedes es troben al sud-oest de l'estat, zona sagrada pels sioux, també s'hi troba el Mount Rushmore, molt visitats pels turistes. Altres zones turístiques són els badlands del Badlands National Park, Wind Cave, Custer State Park, el Crazy Horse Memorial, i Deadwood.

## Clima
Dakota del Sud presenta un clima continental temperat amb quatre estacions ben diferenciades i pluviometria que va de moderada a l'est a semiàrida a l'oest. La vegetació és predominantment de praderia. Els hiverns són secs i freds i els estius càlids i subhumits. A l'estiu les màximes sovint arriben als 32 °C però les mínimes arriben als 15 °C. De vegades s'arriba als 38 °C. A l'hivern, el gener s'arriba a mitjanes de -12 °C a gran part de l'estat i la mínima rècord estatal va ser de -50 °C a McIntosh el 17 de febre de 1936.
La pluviometria del nord-est de l'estat és d'uns 381 mm, la del sud-est de 635 mm, però una petita zona centrada a Lead a les Black Hills arriba a 762 mm.
La part de l'est de Dakota del Sud es considera que es troba dins el corredor dels tornados Tornado Alley, amb uns 30 tornados cada any. El temps violent amb tempestes de neu i glaç (blizzards i ice storms) ocorren sovint a l'hivern.
| Temperatures mitjanes mensuals màximes i mínimes a diverses ciutats de Dakota del Sud (en graus Fahrenheit i Celsius) |               |               |              |              |              |               |               |               |              |              |              |               |
| Ciutat | Jan           | Feb           | Mar          | Apr          | May          | Jun           | Jul           | Aug           | Sep          | Oct          | Nov          | Dec           |
| Aberdeen | 21/1 (−6/-17) | 28/9 (−2/-13) | 40/21 (4/-6) | 57/33 (14/1) | 70/46 (21/8) | 79/55 (26/13) | 85/60 (29/16) | 84/57 (29/14) | 73/46 (23/8) | 59/34 (15/1) | 39/20 (4/-7) | 26/6 (−3/-14) |
| Rapid City | 34/11 (1/-12) | 39/16 (4/-9)  | 47/23 (8/-5) | 57/32 (13/0) | 67/43 (19/6) | 77/52 (25/11) | 86/58 (30/14) | 86/57 (30/14) | 75/46 (24/8) | 62/35 (17/2) | 45/22 (7/-6) | 36/13 (2/-11) |
| Sioux Falls | 25/3 (−4/-16) | 32/10 (0/-12) | 44/21 (7/-6) | 59/32 (15/0) | 71/45 (22/7) | 81/54 (27/12) | 86/60 (30/16) | 83/58 (28/14) | 74/48 (23/9) | 61/35 (16/2) | 42/21 (6/-6) | 29/8 (−2/-13) |
| [ 5 ] |               |               |              |              |              |               |               |               |              |              |              |               |

### Ecologia

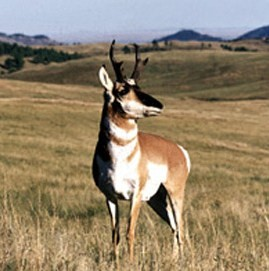
Antílop americà a Wind Cave National Park

La majoria de Dakota, sense incloure les Black Hills, està dominat pel bioma de la praderia temperada. Però també i hi ha arbres caducifolis com els pollancres Populus secció Aegiros, "cottonwoods", oms i salzes són comuns prop dels rius i llocs arreserats (shelter belt).
Entré els mamífers hi ha el bisó americà, cérvols, coiots i gossos de les praderies. L'ocell oficial estatal és el faisà comú introduït des de la Xina, i ha àguiles calbes per tot l'estat i especialment prop del riu Missouri. Hi ha diverses espècies de peixos de riu i de llac. Al riu Missouri també hi ha el peix paddlefish americà.
Les Black Hills són diferents de la resta de l'estat per tenir més altitud i més precipitacions que les zones planes. Hi ha diverses espècies de pins com el Pi Ponderosa i el pi lodgepole i també avets.

## Història
Els primers habitants van ser caçadors-recol·lectors paleoamerindis i desapareixeren de la zona cap a l'any 5000 aC. Entre els anys 500 i 800 de la nostra era i visqueren els seminòmades anomenats Mound Builders. Al segle xiv hi va haver la Massacre Crow Creek. Cap a 1500 els Arikara (o Ree) s'hi van assentar. El contacte amb els europeus s'inicià el 1743, amb els germans exploradors La Vérendrye que reclamaren la regió per a França dins la Gean Louisiana. A principi del segle xix els sioux en gran part substituïren els Arikara com a grup dominant.
El 1803, els Estats Units compraren la Louisiana i exploraren la regió i des de 1817, primer com caçadors de pells, s'assentaren en la zona. El 1874 es va descobrir or a les Black Hills durant una expedició militar portada a terme per George A. Custer que entraren il·legalment a les terres reservades als Lakota.
El 29 de desembre de 1890 hi va haver la Massacre de Wounded Knee dins la reserva índia de Pine Ridge.

## Economia
En la dècada de 1930 la regió patí els efectes de l'erosió (Dust Bowl) i entrà en recessió però amb l'entrada dels Estats Units a la Segona Guerra Mundial (1941) l'economia es recuperà per la gran demanda de productes agrícoles i industrials. Després, la construcció d'embassaments també potencià l'economia de Dakota del Sud. Actualment l'estat ha diversificat l'economia i ja no depèn només de l'agricultura. El turisme hi té un gran pes. El Citibank es va traslladar de Nova York a Sioux Falls activant el món de les finances a Dakota del Sud.